# Lee Byung-hoon
Lee Byung-hoon (이병훈?, 李丙勳?, I Byeong-hunLR; Yeongi, 14 ottobre 1944) è un regista televisivo e produttore televisivo sudcoreano.

## Biografia
Lee Byung-hoon iniziò a lavorare per il canale televisivo MBC nel 1970 e fece il suo debutto come unico regista nel 1974.
Nel 1983, insieme allo sceneggiatore Shin Bong-seung, creò la famosa serie di drama coreani, durata otto anni, Joseon-wangjo obaengnyeon (조선왕조 오백년), che cambiò i drama a tema storico da monotone cronache a interpretazioni dei registri storici. Nel 1999 rivoluzionò il genere con Heo Jun, il primo drama storico a concentrarsi sulla figura di un comune cittadino invece che sui nobili e i membri della famiglia reale, che raggiunse un picco di share del 64%, diventando il quarto drama coreano con gli ascolti più alti di tutti i tempi.
Nel corso degli anni, diresse numerosi altri serial storici di successo.

## Filmografia

### Come regista
- 113 susabonbu (113 수사본부) – serie TV (1974)
- Je 3gyosil (제3교실) – serie TV (1975)
- Namgang-ui Lee Seung-hoon (남강의 이승훈) – serie TV (1982)
- Joseon-wangjo obaengnyeon - Chudonggung mama (조선왕조 오백년 - 추동궁 마마) – serie TV (1983)
- Joseon-wangjo obaengnyeon - Ppurigip-eun namu (조선왕조 오백년 - 뿌리깊은 나무) – serie TV (1983)
- Joseon-wangjo obaengnyeon - Seoljungmae (조선왕조 오백년 - 설중매) – serie TV (1984-1985)
- Joseon-wangjo obaengnyeon - Pungran (조선왕조 오백년 - 풍란) – serie TV (1985)
- Joseon-wangjo obaengnyeon - Imjin waeran (조선왕조 오백년 - 임진왜란) – serie TV (1985-1986)
- Joseon-wangjo obaengnyeon - Hoecheonmun (조선왕조 오백년 - 회천문) – serie TV (1986)
- Joseon-wangjo obaengnyeon - Namhansanseong (조선왕조 오백년 - 남한산성) – serie TV (1986-1987)
- Joseon-wangjo obaengnyeon - Inhyeon wanghu (조선왕조 오백년 - 인현왕후) – serie TV (1988)
- Joseon-wangjo obaengnyeon - Hanjungnok (조선왕조 오백년 - 한중록) – serie TV (1988-1989)
- Joseon-wangjo obaengnyeon - Pamun (조선왕조 오백년 - 파문) – serie TV (1989)
- Joseon-wangjo obaengnyeon - Dae-wongun (조선왕조 오백년 - 대원군) – serie TV (1990)
- Eomma-ui bada (엄마의 바다) – serie TV (1993)
- Heo Jun (허준) – serie TV (1999-2000)
- Sangdo (상도) – serie TV (2001-2002)
- Dae Jang-geum (대장금) – serie TV (2003-2004)
- Seodong-yo (서동요) – serie TV (2005-2006)
- Yi San (이산) – serie TV (2007-2008)
- Dong-yi (동이) – serie TV (2010)
- Ma-ui (마의) – serie TV (2012-2013)
- Okjunghwa (옥중화) – serie TV (2016)

### Come produttore
- Jiltu (질투) – serie TV (1992)
- Dae-wang-ui gil (대왕의 길) – serie TV (1998)